# جوزف رالستون
جوزف رالستون (انگلیسی: Joseph Ralston؛ زادهٔ ۴ نوامبر ۱۹۴۳) ژنرال بازنشسه نیروی هوایی ایالات متحده آمریکا است، که در فاصله سال‌های ۱۹۹۶ تا ۲۰۰۰ به‌عنوان چهارمین جانشین رئیس ستاد مشترک فعالیت می‌کرد.
رالستون فعالیت نظامی را از سال ۱۹۶۵ در نیروی هوایی آمریکا آغاز کرد، از ۱۹۷۹ تا ۱۹۸۰ فرماندهی اسکادران ۶۸ رزمی تاکتیکی را برعهده داشت، از ۱۹۸۶ تا ۱۹۸۷ فرمانده بال ۵۶ آموزشی تاکتیکی بود و در فاصله سال‌های ۱۹۹۲ تا ۱۹۹۴ فرماندهی دفاع هوافضای آمریکای شمالی را برعهده داشت.
وی از ۱۹۹۲ تا ۱۹۹۴ فرمانده نیروی هوایی یازدهم بود و با حفظ سمت فرماندهی آلاسکا و فرماندهی دفاع هوافضای آمریکای شمالی را برعهده داشت، از ۱۹۹۴ تا ۱۹۹۵ به‌عنوان معاون طرح و عملیات رئیس ستاد نیروی هوایی فعالیت می‌کرد و از ۱۹۹۵ تا ۱۹۹۶ فرمانده ستاد فرماندهی نبرد هوایی بود.
او در فاصله سال‌های ۲۰۰۰ تا ۲۰۰۳ فرماندهی اروپایی ایالات متحده آمریکا را برعهده داشت و با حفظ سمت، فرمانده عالی متفقین اروپا بود. او در جنگ ویتنام حضور داشت و در سال ۲۰۰۳ پس از ۳۸ سال خدمت از نیروهای مسلح آمریکا بازنشسته شد.